# 东方旱麦草
东方旱麦草（学名：Eremopyrum orientale）为菊科旱麦草属下的一个种。

## 扩展阅读
- 維基物種上的相關：东方旱麦草